# Forêt de pins de Salzmann de Bessèges
Forêt de pins de Salzmann de Bessèges este o arie protejată (sit de importanță comunitară — SCI) din Franța întinsă pe o suprafață de 743 ha, integral pe uscat.

## Localizare
Centrul sitului Forêt de pins de Salzmann de Bessèges este situat la coordonatele 44°19′18″N 4°06′04″E / 44.32167°N 4.10111°E.

## Înființare
Situl Forêt de pins de Salzmann de Bessèges a fost declarat arie specială de conservare în baza directivei 92/43 din 1992 referitoare la conservarea habitatelor naturale și a faunei și florei sălbatice pentru a proteja 4 specii de animale.

## Biodiversitate
Situată în ecoregiunea mediteraneană, aria protejată conține 7 habitate naturale: Păduri de pin (sub-) mediteraneene cu pini negri endemici, Pante stâncoase silicioase cu vegetație casmofită, Pajiști uscate europene, Păduri de Castanea sativa, Păduri aluvionare cu Alnus glutinosa și Fraxinus excelsior (Alno-Padion, Alnion incanae, Salicion albae), Iazuri temporare mediteraneene, Râuri mediteraneene cu debit intermitent, cu specii de Paspalo-Agrostidion.
La baza desemnării sitului se află mai multe specii protejate:
- mamifere (1): vidră de râu (Lutra lutra)
- nevertebrate (2): Macromia splendens, Oxygastra curtisii
- pești (1): clean dungat (Telestes souffia)

Pe lângă speciile protejate, pe teritoriul sitului au mai fost identificate 1 specie de plante.